# ماگوئیندانائو
ماگوئیندانائو (Maguindanao) یکی از استان‌های کشور فیلیپین است. این استان بخشی از جزیرهٔ میندانائو به‌شمار می‌رود. ماگوئیندانائو بخشی از منطقه خودمختار مسلمان‌نشین فیلیپین است.
مرکز این استان شهر شریف آگواک است. جمعیت آن یک میلیون و پانصد هزار نفر است. مساحت این استان چهار هزار و نهصد کیلومتر مربع است .